# طلال أبو ظريفة
طلال خليل محمد أبو ظريفة (1960–2024) سياسي فلسطيني، كان عضوًا في المكتب السياسي للجبهة الديمقراطية لتحرير فلسطين.

## حياته
وُلد أبو ظريفة في مدينة عبسان الكبيرة بمحافظة خان يونس جنوب شرق قطاع غزة عام 1960 إبان فترة الإدارة المصرية لقطاع غزة.
انتمى إلى الجبهة الديمقراطية لتحرير فلسطين عندما كان طالبًا في جامعة الجزائر عام 1977، وكان عضوًا في مؤتمر الاتحاد العام لطلبة فلسطين عام 1979. لاحقًا حصل من جامعة الجزائر على درجة البكالوريوس في علم الأحياء من كلية العلوم عام 1983.
عمل بمديرية الزراعة لمحافظة خان يونس، وخلال الانتفاضة الفلسطينية الثانية، واجتياح عبسان الكبيرة عام 2003، فَجَرَ الجيش الإسرائيلي منزله.
قال أبو ظريفة عن تشكيل الغرفة المُشتركة لفصائل المقاومة الفلسطينية عام 2018: «أنَّ تصدّي المقاومة المشرّف بغرفة العمليات المشتركة، ترسيخ لمعاني الوحدة الوطنية.»

## اغتياله
اغتالته إسرائيل بضربة جوية استهدفت منزلًا في حي الصبرة بمدينة غزة فجر 13 مايو 2024.